# Гіллсборо (Нью-Мексико)
Гіллсборо (англ. Hillsboro) — переписна місцевість (CDP) в США, в окрузі Сьєрра штату Нью-Мексико. Населення — 140 осіб (2020).

## Географія
Гіллсборо розташоване за координатами 32°55′19″ пн. ш. 107°34′38″ зх. д. / 32.92194° пн. ш. 107.57722° зх. д. (32.921830, -107.577171).  За даними Бюро перепису населення США в 2010 році переписна місцевість мала площу 5,53 км², уся площа — суходіл.

## Демографія
Згідно з переписом 2010 року, у переписній місцевості мешкали 124 особи в 78 домогосподарствах у складі 32 родин. Густота населення становила 22 особи/км².  Було 129 помешкань (23/км²).
Расовий склад населення:
| - 89,5 % — білих - 3,2 % — корінних американців - 1,6 % — азіатів - 1,6 % — осіб інших рас |

До двох чи більше рас належало 4,0 %. Частка іспаномовних становила 8,9 % від усіх жителів.
За віковим діапазоном населення розподілялося таким чином: 3,2 % — особи молодші 18 років, 51,6 % — особи у віці 18—64 років, 45,2 % — особи у віці 65 років та старші. Медіана віку мешканця становила 64,0 року. На 100 осіб жіночої статі у переписній місцевості припадало 96,8 чоловіків;  на 100 жінок у віці від 18 років та старших — 93,5 чоловіків також старших 18 років.
Цивільне працевлаштоване населення становило 110 осіб. Основні галузі зайнятості: будівництво — 40,9 %, фінанси, страхування та нерухомість — 25,5 %, оптова торгівля — 20,0 %.